# Lampetiopus umbrosus
Lampetiopus umbrosus är en tvåvingeart som beskrevs av Lindner 1936. Lampetiopus umbrosus ingår i släktet Lampetiopus och familjen vapenflugor.
Artens utbredningsområde är Madagaskar. Inga underarter finns listade i Catalogue of Life.